# Mammillaria formosa subsp. chionocephala

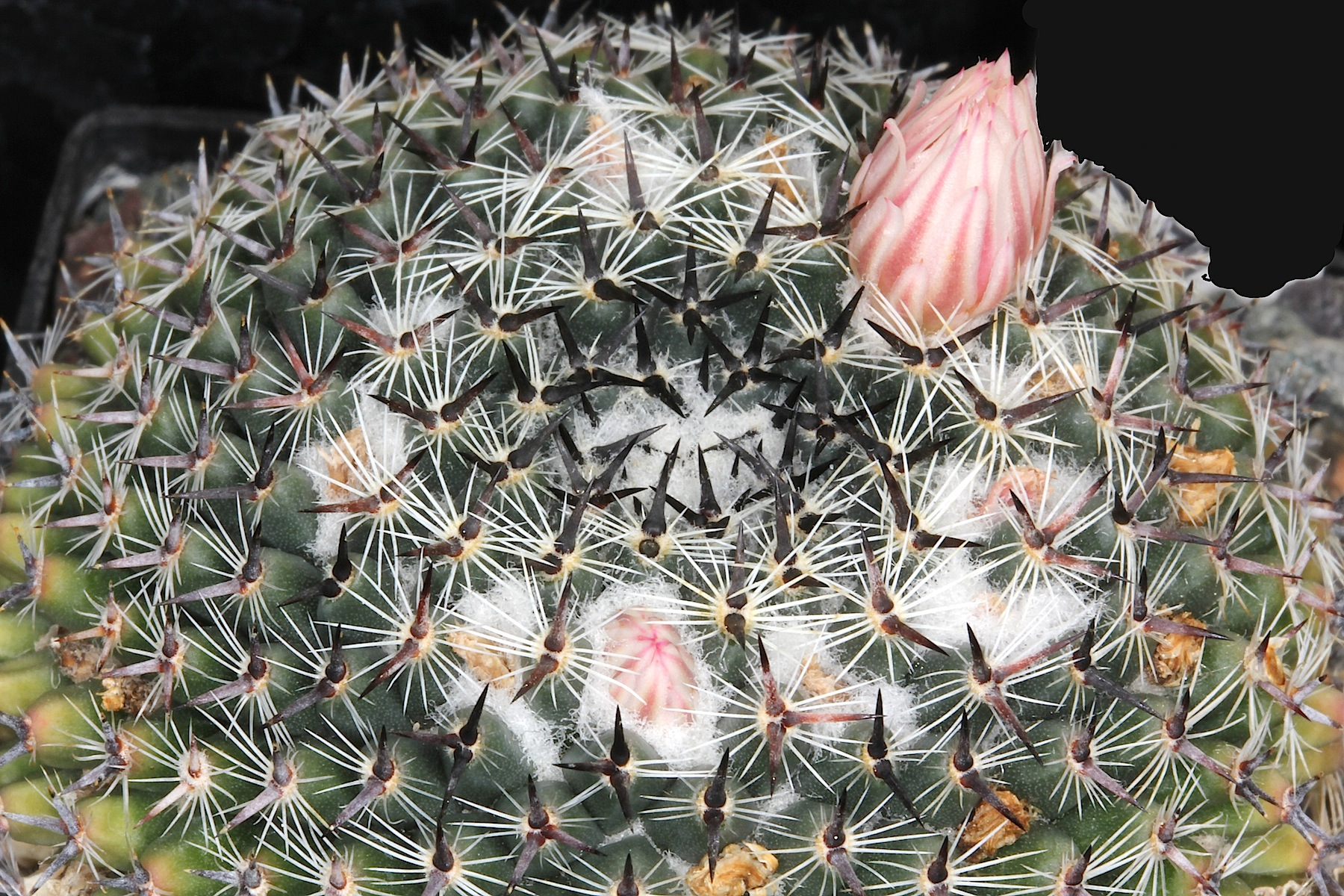
Mammillaria chionocephala in Kultur

Mammillaria formosa subsp. chionocephala ist eine Unterart der Pflanzenart Mammillaria longiflora  aus der Gattung Mammillaria in der Familie der Kakteengewächse (Cactaceae). Das Artepitheton chionocephala bedeutet ‚schneehäuptig, weißköpfig‘.

## Beschreibung
Mammillaria formosa subsp. chionocephala wächst meist einzeln. Die niedergedrückt, kugelig, kurzzylindrischen, hellgrünen Triebe werden 15 bis 20 Zentimeter hoch und 9 bis 10 Zentimeter im Durchmesser groß. Die eng stehenden, pyramidal-förmigen  Warzen führen keinen Milchsaft. Die Axillen sind mit reichlich weißer Wolle und Borsten besetzt. Die 2 bis 4 Mitteldornen, manchmal auch 6, sind weiß mit dunkler Spitze. Sie sind 0,6 Zentimeter lang. Die borstenartigen weißen 22 bis 24 Randdornen sind 0,8 Zentimeter lang.
Die weiß bis hellrosa farbenen Blüten sind bis zu 1 Zentimeter lang und im Durchmesser groß. Die karminroten Früchte enthalten braune Samen.

## Verbreitung und Systematik
Mammillaria formosa subsp. chionocephala ist in den mexikanischen Bundesstaaten Nuevo León, Coahuila, Durango, San Luis Potosí und Zacatecas verbreitet.
Die Erstbeschreibung als Mammillaria chionocephala erfolgte 1906 durch Joseph Anton Purpus. David Richard Hunt stellte die Art 1998 als Unterart zur Art Mammillaria formosa. Weitere Nomenklatorische Synonyme sind Neomammillaria chiocephala (J.A.Purpus) Britton & Rose (1923) und Neomammillaria chionocephala (J.A.Purpus) Britton & Rose (1923).

## Nachweise